# Fatela
Fatela é uma povoação portuguesa sede da Freguesia de Fatela do Município do Fundão, freguesia com 11,26 km² de área e 456 habitantes (censo de 2021) e, por isso, uma densidade populacional de 40,5 hab./km².
Fez parte do concelho de Sortelha até à sua extinção em 1855.

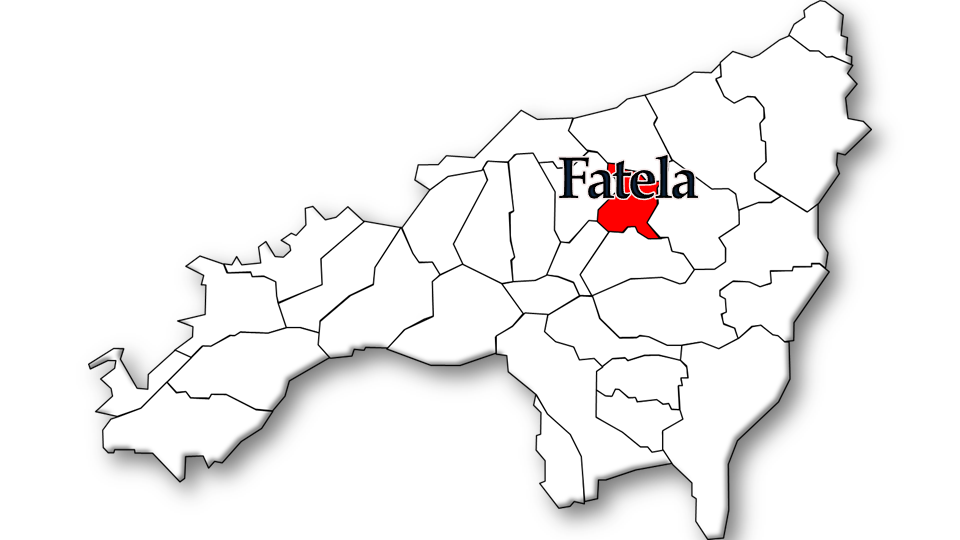
Localização da freguesia no Município do Fundão

## Demografia
Nota: Com lugares desta freguesia foi criada pela Lei n.º 80/89, de 29 de Agosto, a freguesia de Enxames.
A população registada nos censos foi:
| Distribuição da População por Grupos Etários | Distribuição da População por Grupos Etários | Distribuição da População por Grupos Etários | Distribuição da População por Grupos Etários | Distribuição da População por Grupos Etários |
| -------------------------------------------- | -------------------------------------------- | -------------------------------------------- | -------------------------------------------- | -------------------------------------------- |
| Ano                                          | 0-14 Anos                                    | 15-24 Anos                                   | 25-64 Anos                                   | > 65 Anos                                    |
| 2001                                         | 93                                           | 77                                           | 265                                          | 114                                          |
| 2011                                         | 61                                           | 73                                           | 303                                          | 127                                          |
| 2021                                         | 52                                           | 32                                           | 241                                          | 131                                          |

## O Toponímico de Fatela
De acordo com o linguista português, José Pedro Machado, o topónimo Fatela provém do árabe Fathallah, que significa vitória de Alá. Os árabes invadiram a Península Ibérica em 711, destruíram a Covilhã e bateram-se possivelmente aqui, daí talvez a palavra.
A Enciclopédia Verbo diz-nos que «A antiga freguesia era vigararia da apresentação dos Condes de Atouguia e passou, depois de 1759, para o Comendador local – Conde de Povolide – no termo da antiga vila da Covilhã. Beneficiou do foral manuelino à vila de Sortelha em 1-6-1510».(Vigararia era uma povoação pastoreada por um vigário o qual desempenhava funções fiscais em lugar de outrem) e a grande Enciclopédia Portuguesa e Brasileira acrescenta que fazem parte desta freguesia os lugares da Palhaça e dos Enxames.

## Património
Possui a Fatela, em 1978, a Igreja Matriz, a Capela do Mártir S. Sebastião, a Capela do Divino Espírito Santo, a Capela da Senhora da Conceição, um nicho na Carreira dedicada ao Senhor dos Aflitos, e, de construção recente, uma Capela do anjo da Guarda.
Dignos de menção são ainda o Campanário e o Cruzeiro de Vila Pouca.

## Atividades Económicas
As atividades económicas praticadas na Fatela são a agricultura, indústrias de ferro e de alumínio, comércio e sobretudo o setor da construção.

## Festas e Romarias
- Mártir São Sebastião (Domingo Magro)
- Espírito Santo (7 semanas após a Páscoa)
- Anjo da Guarda (2º domingo de agosto)

## Colectividades
- União Desportiva e Recreativa Os Fatelenses
- Rancho Folclórico de Fatela
- Grupo de Danças e Cantares da Fatela
- Grupo de Bombos da Fatela
- Clube Caça e Pesca da Fatela
- Grupo de Bombos "Os Arrelia"